# Куртыка, Войтек
Войцех «Войтек» Куртыка (пол. Wojciech Kurtyka; 20 сентября 1947, Скшинка, Клодзский повят, Польская Республика) — польский альпинист, обладатель самой престижной награды в мировом альпинизме «Золотой ледоруб» в номинации «За достижения всей жизни» (англ. Lifetime Achievement Award) (2016). Один из пионеров альпийского стиля восхождений на семи- и восьмитысячники.
Карьеру альпиниста начал с рядовых подъёмов в «родных» Татрах в 1968 году. Уже в 1971-м проложил в них первый маршрут VI — высшей категории сложности, названный его именем. Позже совершил выдающиеся восхождения в Альпах, Гиндукуше и Гималаях (шесть восхождений на вершины выше 8000 метров). Первовосхождение Куртыки в связке с Робертом Шауером по западной стене на Гашербрум IV американский журнал «Скалолазание» в 2002 году назвал одним из величайших достижений XX века в альпинизме.

## Биография
Родился в небольшой деревушке Скшинка (Клодзский повят, Вроцлавское воеводство) в семье писателя Тадеуша Куртыки (творческий псевдоним Хенрик Ворцелль). В 1970 году окончил Вроцлавский технический университет (Вроцлавская политехника) по специальности инженер-электронщик. Работал ассистентом преподавателя в Краковском технологическом университете (ныне Краковский политехнический институт имени Тадеуша Костюшко), инженером на заводе «Электромонтаж», в бюро ремонта телевизоров ZURT, менеджером в бюро проектирования дизайна самолетов. С 1989 года по настоящее время индивидуальный предприниматель в области товарооборота из Азии.

### Альпинистская карьера

#### Европа, Гиндукуш
Альпинизмом начал заниматься в 1968 году в родных Татрах и в кратчайшие сроки преуспел в этом виде спорта. Уже спустя два года после начала тренировок 2 августа 1970 года он вместе с Михалем Габриелем и Янушем Курчабом проложил первый маршрут в Татрах высшей категории сложности на Малы-Млынаж, получивший его имя — Kurtykówka (VI+), за что со временем получил прозвище «Animal» (контекстно — зверь, бестия).
В том же 1970-м он прошёл в Шамони итальянский маршрут «Ratti» по южной стене на Эгюий-Нуар-Де-Пютерей (с Янушем Курчабом), спустя год «классику» на Пуэнт-Уокер на Гранд-Жорас и северную стену Ле-Друат. В 1973 году вместе с Ежи Кукучкой и Марком Лукашевским он пролез Американскую диретиссиму («Directissime Americaine») 1965-года по западной стене Пти-Дрю, а спустя буквально несколько дней связка прошла новый маршрут на эту вершину по северной стене («Voie Petit Jean»), названный в честь соотечественника Яна Франчука (Jan Franczuk), погибшего в Каракоруме. В 1974-м Куртыка в связке с Мареком Кесицким, Ришардом Ковалевским и Тадеушем Петровским положил начало зимним восхождениям по Стене Троллей, в марте месяце за 16 дней повторив французский маршрут. В 1975 году с Марком Лукашевским Куртыка прошёл Гранд-Жорас на Пуэнт-Елена по новому маршруту по Северной стене (по западному ребру).
Не преуспевшие в первовосхождениях на гималайские восьмитысячники, свой собственный путь в высотном альпинизме поляки по финансовым и политическим соображениям начали искать с восхождений на вершины выше шести и семи тысяч метров в Гиндукуше (Афганистан). В 1972 году в рамках организованной Краковским альпклубом экспедиции (руководитель Ришард Козел (пол. Ryszard Kozioł)) Войтек Куртыка впервые в альпийском стиле 25 августа поднялся на Кохи-Тез (6995 м), а 3—5 сентября прошёл (с Петром Ясиньским и Мареком Ковальчиком) 1800 метровую северо-восточную стену Акхер-Чаха (7017 м). «Прохождение в стиле One-push, на северной стене Акхер Чагха было логичным и гармоничным переносом нашего татранского и альпийского стиля на большие стены в высоких горах».
В 1974-м и 1976-м годах Куртыка принял участие в своих первых двух польских гималайских экспедициях: зимней на Лхоцзе (Polish expedition to Lhotse 1974, руководитель Анджей Завада) и летней на К2 (Polish K-2 expedition — 1976, рук. Януш Курчаб). Помимо того, что они обе не добились успеха (на Лхоцзе удалось подняться «по классике» до 8250 м (25 декабря), а на К2 (по северо-восточному гребню — маршруту Оскара Эккенштейна 1902 года до 8400 м), Войтек разочаровался в осадном стиле восхождений (и, соответственно, присущей ему тактике) на высокие горы, а также ему претило использование на маршрутах дополнительного кислорода. После К2 он решил для себя, что его идеал — восхождения в небольшой по численности команде в легком и быстром альпийском стиле.
В 1977 году Польская ассоциация альпинизма (PZA) организовала польско-британскую экспедицию в Гиндукуш (Пётр Ясиньский, Марек Ковальчик, Ян Вольф и Анджей Завада, англичане Алекс Макинтайр, Джон Портер, Петер Холден, Терри Кинг и Ховард Ланкашир) которая увенчалась двумя успешными восхождениями: по 2200-метровой северо-восточной стене на Кохи-Бандака (6843 м) (с 9 по 14 августа, Куртыка—Портер—Макинтайр) и по 1600-метровой северной стене Kohe Mandaras (6631 м) (с 10 по 14 августа, Ясиньский—Кинг—Ковальчик—Завада).

#### Восхождения в Гималаях
Апрельская революция 1978 года и последовавшие за этим гражданская война и вторжение СССР в Афганистан закрыли эту страну для альпинистов, и осенью Войтек Куртыка возглавил свою первую экспедицию в Гималаи. Он и его британские партнёры по предыдущим восхождениям Алекс Макинтайр и Джон Портер (в состав польско-британской команды вошли также Кшиштоф Журек и Лех Корнишевский (врач)) выбрали своей новой целью южную 1700-метровую стену вершины Чангабанг (6864 м). После непродолжительной рекогносцировки маршрута был выбран путь по южному контрфорсу стены и в первые дни провешены первые шесть верёвок (~ 300 м) в начальной части маршрута, после чего из-за непогоды пришлось отступить. Финальный штурм стены продолжался в течение восьми дней полностью в альпийском стиле и 27 сентября всем альпинистам команды Куртыки (за исключением врача, который оставался в базовом лагере) удалось подняться на вершину. На 2017 год сведений о повторном прохождении этого маршрута нет.
Осенью 1979 года Куртыка вошёл в состав польской экспедиции на Дхаулагири, безрезультатно штурмовавшей её северную стену. В декабре того же года он получил от Непальских властей разрешение на восхождение на Джаулагири на следующий год, и весной возглавил небольшую интернациональную команду, в которую вошли француз Рене Гилини (фр. René Ghilini), британец Алекс Макинтайр и соотечественник Людвик Вильчиньский (пол. Ludwik Wilczyński). Целью альпинистов стала восточная 2600-метровая стена, которую планировалось пройти в альпийском стиле. После предварительной акклиматизации (13—28 апреля), во время которой на классическом маршруте по северо-восточному гребню четвёрка организовала два лагеря с запасом продуктов и топлива (верхний на 7500 м), 6 мая альпинисты вышли на штурм. На третий день восхождения они прошли стену и вышли к своей палатке на 7500. Однако погода и высокая лавинная опасность в верхней части подъёма вынудили Куртыку и его партнёров 10 мая спуститься в базовый лагерь. После недельного отдыха 16—18 мая они поднялись на восьмитысячник по классическому маршруту. Помимо сугубо альпинистского достижения, экспедиция стала первым лауреатом премии фонда Ника Эсткурта, учреждённого двумя годами ранее Крисом Бонингтоном.
В 1981 году Войтек Куртыка возглавил интернациональную команду East-West Precipice Fellowship (IWPF), которая дважды штурмовала западную стену Макалу. Весенняя попытка четырёх европейских и двух непальских спортсменов из-за погодных условий не увенчалась успехом. Осенью (сентябрь-октябрь) команда Куртыки — он, Ежи Кукучка и Алекс Макинтайр — предприняла повторный штурм, который увенчался 15 октября одиночным восхождением Кукучки в альпийском стиле по новому маршруту (сам Куртыка во время акклиматизационных выходов дошёл до 8000 метров).
Летом следующего года в паре с Ежи Кукучкой Войтек 13—17 июля проложил новый (второй) маршрут на Броуд-Пик. Связка поднялась на северную (7490 м) вершину массива и траверсом через центральную (8011 м) вышла на главную (8051 м). Спуск проходил по классическому маршруту по западной стене. Во время спуска Куртыка сорвался в результате обрыва старой перильной верёвки, но сумел остановить падение. Осенью 1982 года он принял участие в польско-бразильской экспедиции Адама Бильчевского на Макалу по западной стене, однако до вершины не дошёл. Осенью же 1982 года во время попытки восхождения на Аннапурну по Южной стене погиб его друг и напарник по многочисленным восхождениям Алекс Макинтайр.
Для Алекса и меня альпийский стиль это образ жизни и состояние души, которое позволяет слиться с горами и, следовательно, вверить им свою судьбу.
Летом 1983 года Куртыка вместе с Ежи Кукучкой вновь отправился в Гималаи (Alex MacIntyre Memorial Expedition), где совершил восхождения сразу на два гималайских восьмитысячника в массиве Гашербрум (оба по новым маршрутам в альпийском стиле). 1 июля они поднялись по непройденному юго-восточному ребру на Гашербрум II (8035 м), спустившись по пути подъёма первопроходцев, таким образом пройдя первый траверс вершины. Три недели спустя (большую часть времени альпинисты выжидали улучшения погоды), 23 июля они взошли на Гашербрум I (8080 м, Хидден-Пик, по юго-западной стене). «Высотный траверс это что-то особенное. Вряд ли можно придумать в альпинизме более непредсказуемое мероприятие».
Новая экспедиция в Каракорум, состоявшаяся летом 1984 года, была запланирована с целью прохождения непройденной западной — «сияющей» (англ. Shining Wall), почти трёхкилометровой стены Гашербрума IV (7925 м). В рамках акклиматизационной подготовки Войтек вместе с Ежи Кукучкой 16—17 июля повторил траверс трёх вершин массива Броуд-Пик, однако в силу ряда обстоятельств объективного и субъективного характера от главной цели пришлось отказаться, а дальнейшие пути альпинистов разошлись. По словам Куртыки, «… Юреку нужны были просто вершины высотой 8000 м, и именно это было главным».

##### Shining Wall
1985 год стал кульминационным в карьере альпиниста. Западная стена Гашербрума IV, пять раз до этого безуспешно штурмовавшаяся американскими, британскими и японскими командами, к тому времени получила в альпинистском мире репутацию одной из самых красивых и сложных стен в мире. После предварительной акклиматизации, во время которой Куртыка и его напарник австриец Роберт Шауер совершили подъём по классическому маршруту по северному гребню до высоты 7100, где оставили заброску, 13 июля связка вышла на восхождение. Подъём по 2500 метровой стене осуществлялся в альпийском стиле, по словам Куртыки «… в самом лучшем и самом худшем своих проявлениях». С собой на восхождение связка взяла лишь рассчитанный до грамма рацион питания и топлива (из расчёта на 4-5 ходовых дней), а также минимальный набор бивачного снаряжения — спальные мешки и тент, защищавший только от ветра и снега. Начало пути подъёма было выбрано по кулуару в правой части стены. Дальнейший путь выводил через центр стены на центральный контрфорс, по которому возможен выход на северный гребень. Восхождение альпинистов из-за погодных условий и особенностей рельефа оказалось драматическим, особенно в верхней части маршрута. На всём маршруте не оказалось приемлемых мест для обустройства бивуака — начиная со второго дня восхождения все ночёвки пришлось провести практически без сна сидя на скальных, иногда покрытых льдом, уступах. Рельеф на всём протяжении пути представлял собой микст из разрушенных скал или сплошной скальной породы, на котором крайне проблематична организация надёжной страховки и, соответственно, спуск вниз по пути подъёма. Некоторые из участков протяжённостью от 40 до 80 метров приходилось преодолевать без страховки, два питча V категории сложности пришлось пролезть на высотах 7100 и 7300. «GIV был идеальной ловушкой. Сквозь хаос и скалы мы поднялись достаточно высоко, чтобы обрубить концы. В каком-то смысле я почувствовал себя свободным. Но это было обманчивое чувство свободы». Погодные условия и особенности рельефа привели к значительно более медленному, относительно планов, темпу восхождения. 18-го июля, на шестой день подъёма, на высоте 7800 метров Куртыка и Шауер оказались на три дня запертыми непогодой на предвершинном участке маршрута: «Мы провели две ужасные ночёвки на маленьком снежном уступе, защищаемые только тонкими спальниками от низвергающихся лавин и бушующего урагана. На него обрушивались огромные массы снега, не позволявшие даже вздохнуть. Спасением от всепроникающего снега было только ползание на четвереньках». 20 июля, выйдя на северный гребень — «классический маршрут» — всего в считанных метрах от вершины, они отказались от восхождения. Вечером на девятый день восхождения они дошли до депо на 7100, заложенного во время акклиматизационного выхода и 23 июля благополучно спустились в базовый лагерь. Всего на горе альпинисты провели 11 дней, из которых четыре без еды и три без питья. Хотя альпинисты формально не достигли главной цели, их достижение на GIV было однозначно оценено альпинистским сообществом как осуществившееся. По версии американского журнала «Climbing» оно вошло в топ-10 величайших достижений в альпинизме XX века, а многими из специалистов оценивается как лучшее. «Хотя это было самое лучшее и необыкновенное из моих восхождений, мне искренне жаль, что я так и не смог подняться на вершину. Я убеждён, что Гора и её Shining Wall слишком совершенны, и любое восхождение без шага на высшую точку не может считаться успешным».

#### Продолжение карьеры
В течение последующих двух лет альпинист не совершил сколь-нибудь значимых восхождений в высоких горах. В 1986-м он предпринял первую попытку восхождения по восточной, не пройденной ранее, стене Безымянной башни (массив Транго-Тауэрс, с японскими альпинистами), а в 1987-м вместе со швейцарцем Жаном Тройлетом безуспешно пытался штурмовать западную стену K2.
Летом 1988 года в период с 24 июня по 14 июля 1988 года в связке с Эрхардом Лоретаном Куртыка сделал первовосхождение по 1000-метровой восточной стене на Безымянную башню массива Транго. Активная часть восхождения заняла пять ходовых дней (с 9-го по 13 июля, 29 питчей [VI, A3]), но непосредственно на стене, в том числе для предварительной обработки маршрута, было проведено ровно две недели — «Было бы неразумным долго выжидать хорошей погоды в Каракоруме. Поэтому мы вынуждены были прибегнуть к полу-альпийскому стилю». По оценке самого Куртыки, «это было первое восхождение в двойке на возможно самый красивый скальный шпиль в мире», но «потребовало, по крайней мере от меня, гораздо больших физических усилий, нежели на любой из 8000-ков».
В 1989 году команда Куртыки (он, Э. Лоретан и Ж. Тройлет) снова штурмовала западную стену К2, и снова неудачно (всего за карьеру Войцех пять раз пытался покорить этот восьмитысячник). Годом позже в том же составе альпинистам удалось провести плодотворный сезон. В сентябре, после единственного акклиматизационного выхода до высоты 7000 метров, в полностью альпийском стиле, в режиме нон-стоп (без остановки) 21 числа тройке удалось подняться по новому маршруту на вершину Чо-Ойю (8201 м). С собой на восхождение, помимо личного снаряжения (спальников, ледовых инструментов, налобных фонарей и пр.), было взято лишь 30 метров 7 мм верёвки, несколько шлямбуров, буров и газовая горелка. Восхождение длилось ровно 24 часа. За это время они прошли 2000-метровую юго-западную стену средней крутизны 60° IV категории сложности. Спустя 8,5 часов спуска по классическому маршруту альпинисты благополучно достигли базового лагеря. 30 сентября Куртыка с партнёрами перебрался под Шишапангму. После суток отдыха 2 октября в шесть часов вечера альпинисты начали новое восхождение. «Мы взяли только 30 метров 7 мм верёвки и четыре крюка. Из еды ничего, кроме 3-х или 4-х шоколадных батончиков и бутылки воды на нос». В 10 утра 3 октября, спустя 16 часов непрерывного лазания, Тройлет и Лоретан вышли на центральную вершину массива (8008 м). Из-за ошибки в выборе оптимального маршрута Куртыка поднялся на вершину только в 16:00, и на следующий день благополучно спустился в базовый лагерь. Швейцарцы достигли его ещё накануне, уложившись в 24 часа.
Чо-Ойю и Шишапангма стали последними восьмитысячниками в карьере польского альпиниста. На протяжении 1990-х годов он совершил несколько попыток восхождений на Нанга-Парбат (1993, 1997) и К2 (1994), но все они оказались неудачными. В течение этого десятилетия Куртыка преимущественно ходил по родным Татрам, а в 2003 году окончательно завершил свою спортивную карьеру.

## Личная жизнь, награды
Войтек Куртыка был дважды женат. У него родилось двое детей. Первого ребёнка назвали Алексом в честь погибшего в горах его друга и партнёра по многочисленным восхождениям Алекса Макинтайра. Второго ребёнка, дочку, Куртыка назвал Агнешкой. По его словам, «рождение детей в корне изменило моё поведение в горах».
В 2013 году из-под пера Войцеха вышла его книга «Китайский махараджа» (пол. Chiński maharadża), которая была переведена на несколько языков и издана во многих странах мира. В августе 2017 года, увидела свет посвящённая альпинисту работа Бернадетты Макдоналд (англ. Bernadette McDonald) «Искусство свободы. Жизнь и восхождения Войтека Куртыки» (англ. Art of Freedom. The Life and Climbs of Voytek Kurtyka), в ноябре того же года ставшая лауреатом премии Mountain Literature 2017, присуждаемой на ежегодном конкурсе в Баффнском центре искусств и творчества.
16—17 апреля 2016 года во французском Ла-Граве на церемонии награждения премией «Золотой ледоруб» в номинации «За достижения всей жизни» (англ. Lifetime Achievement Award), по мнению жюри, за лучшее восхождение в альпийском стиле XX века (Shining Wall), Войтек Куртыка был удостоен высшей международной награды за достижения в альпинизме.
Почётный член Краковского альпклуба.
По мнению Райнхольда Месснера, именно В. Куртыка оказал наибольшее влияние не только на польский, но и на весь современный европейский путь развития альпинизма, его философию и стандарты. «Из 1000 польских альпинистов только один пошёл против течения. И так получилось, что им оказался я». При этом сам он остаётся крайне скромным в оценке собственных достижений, предпочитает не публиковаться в СМИ, считая что «… безумный культ звезд — это дешёвка и один из современных пороков». Он достаточно негативно относится к польской идее зимних покорений восьмитысячников, называя её «искусством страдания». Но при этом «… я понимаю и уважаю чье-то желание преодолеть собственную боль». За всю свою спортивную карьеру Войцех Куртыка не получил в горах ни одной травмы. «Просто горы были очень добры ко мне».